# 楊庸
楊庸，山西曲沃人，明朝政治人物。

## 生平
永樂元年（1403年）中式山西鄉試舉人，永樂二年（1404年）聯捷甲申科進士，授大理寺評事。